# 索索-那孔波
索索-那孔波（法語：Sosso-Nakombo），是中非共和国曼貝雷-卡代省下辖的一个县。该县由唯一的市镇——下卡代组成。截至2014年9月，该镇居民人数为8,900人，其中包括100名难民。当地时间2018年10月4日，3名中国公民在该县遭一伙暴徒袭击，造成3名中国公民死亡，1人受重伤。